# Zelmata
Zelmata (în arabă زلماطة) este o comună din provincia Mascara, Algeria.
Populația comunei este de 7.379 de locuitori (2008).